# ديفيد رجيس
ديفيد رجيس (بالفرنسية: David Régis)‏ (مواليد 2 ديسمبر 1968) هو لاعب كرة قدم. يلعب مع منتخب الولايات المتحدة الأمريكية لكرة القدم. سبق له أن لعب في كأس العالم لكرة القدم مع منتخب بلاده.

## مسيرته الكروية
لعب ديفيد رجيس خلال مسيرته الاحترافية مع 8 أندية في عشرون موسمًا وسجل خلالها 17 هدفًا ضمن 453 مباراة. ولم يفز بأي موسم بالكأس أو بالدوري.
خاض ديفيد رجيس مسيرته مع نادي فالينسيان في موسم 1988–89 ليلعب معه خمسة مواسم، مشاركًا في 133 مباراة سجل خلالها 4 أهداف. ثم انتقل إلى نادي ستراسبورغ في موسم 1993–94 واستمر معه طيلة ثلاثة مواسم، حيث شارك في 93 مباراة سجل خلالها هدفين. لينتقل بعدها إلى نادي لانس في موسم 1996–97 لمدة موسم واحد، مشاركًا في 28 مباراة سجل خلالها هدفًا واحدًا. ثم انتقل إلى نادي كارلسروه في موسم 1997–98 لمدة موسم واحد، مشاركًا في 30 مباراة سجل خلالها 5 أهداف. هذا وانتقل لاحقًا إلى نادي ميتز في موسم 1998–99 في المرة الأولى ولمدة موسمين ثم في موسم 2000–01 ولمدة موسمين، مشاركًا طوالها في 72 مباراة ولم يسجل أي هدف. ثم انتقل بعدها إلى نادي كالياري في موسم 1999–00 لمدة موسم واحد، لم يشارك في أي مباراة ولم يسجل أي هدف أيضًا. ليعود وينتقل من جديد، لكن هذه المرة إلى نادي تروا في موسم 2002–03 لمدة موسم واحد، مشاركًا في 19 مباراة ولم يسجل أي هدف أيضًا. لينتقل بعدها إلى BX Brussels ‏ في موسم 2004–05 ليلعب معه أربعة مواسم، مشاركًا في 78 مباراة سجل خلالها 5 أهداف.

## روابط خارجية
- ديفيد رجيس على موقع الاتحاد الدولي (مؤرشف)  (الإنجليزية)
- ديفيد رجيس على موقع قاعدة بيانات كرة القدم.إي يو (الإنجليزية)
- ديفيد رجيس على موقع بيانات كرة القدم. دي إي (الألمانية)
- ديفيد رجيس على موقع ليكيب (الفرنسية)
- ديفيد رجيس على موقع ناشيونال فوتبول تيمز (الإنجليزية)
- ديفيد رجيس على موقع Soccerway.com (الإنجليزية)